# Norodom Kantol
Norodom Kantol (khmerski អ្នកអង្គម្ចាស់ នរោត្តម កន្តុល; ur. 15 września 1920 w Phnom Penh, zaginął 1976) – kambodżański polityk i dyplomata, premier Kambodży od 6 października 1962 do 25 października 1966. 
Urodził się jako członek rodziny królewskiej Norodom. Jego ojcem był Norodom Singara, matką – Sisowath Thavet Roeungsi, zaś kuzynem – Norodoma Sihanouka. Uczył się w Phnom Penh, Hanoi, ukończył studia na Uniwersytecie w Nancy. Po powrocie do Kambodży pracował w lokalnej administracji w Phnom Penh, później przeniósł się do dyplomatyczne posady do Waszyngtonu i Tokio. W październiku 1962 został premierem i ministrem spraw zagranicznych. Po raz pierwszy podał się do dymisji w marcu 1963, ale wycofał ją wobec groźby przedterminowych wyborów. Kolejna rezygnacja miała miejsce 24 grudnia 1964, lecz Zgromadzenie Narodowe wskazało go jako premiera kolejnego dnia. Posadę utracił po wyborach z 1966, kiedy zastąpił go Lon Nol. Pozostał doradcą i bliskim współpracownikiem króla do 1970, kiedy to został uwięziony razem z innymi członkami rodziny królewskiej przez Lon Nola, który dokonał zamachu stanu. 
Zaginął w tajemniczych okolicznościach w 1976, prawdopodobnie zmarł jako ofiara terroru Czerwonych Khmerów.